# Цона Артиђанале С. П. 157 (Милано)
Цона Артиђанале С. П. 157 је насеље у Италији у округу Милано, региону Ломбардија.
Према процени из 2011. у насељу је живело 42 становника. Насеље се налази на надморској висини од 92 м.